# NGC 1282
NGC 1282 è una galassia ellittica situata nella costellazione di Perseo, a una distanza di circa 95 milioni di anni luce dalla nostra Via Lattea.

## Scoperta
La galassia è stata scoperta il 23 ottobre 1884 dall'astronomo francese Guillaume Bigourdan.

## Descrizione
NGC 1282 fa parte dell'Ammasso di Perseo.